# Cultura da Iugoslávia
A cultura da Iugoslávia foi uma rica mistura de tradições e influências de diversos grupos étnicos, religiosos e históricos, refletindo a diversidade do país. Entre 1945 e 1992, a Iugoslávia foi uma federação socialista composta por várias repúblicas, incluindo a Bósnia e Herzegovina, Croácia, Macedônia, Montenegro, Eslovênia e Sérvia, com suas províncias autônomas Kosovo e Voivodina. Cada uma dessas regiões trouxe suas próprias tradições culturais, resultando em uma herança multicultural que permeava os campos da arte, literatura, música, cinema e arquitetura.

## Artes visuais
A arte iugoslava abrange uma variedade de estilos e influências, refletindo o legado do Império Austro-Húngaro, o Império Otomano e o socialismo. Durante o período socialista, houve um incentivo significativo ao desenvolvimento da arte moderna, com artistas que usaram suas obras para refletir os ideais do movimento comunista, assim como os desafios de um estado multiétnico. Artistas como Vlado Kreslin, Miroslav Šutej e Vera Kovač exploraram a abstração e o simbolismo, enquanto muitos outros usaram o realismo socialista para promover a identidade nacional. 
A arte contemporânea iugoslava foi influenciada pela história política tumultuada do país, sendo uma mistura de simbolismo local e de tendências globais. Por exemplo, a arte da Eslovênia se destacou pelo uso de influências do expressionismo, enquanto a Croácia teve uma forte tradição no campo da pintura moderna. 

## Literatura
A literatura da Iugoslávia era igualmente diversificada, com diferentes línguas e tradições literárias coexistindo no país. Mika Antić, Ivo Andrić e Danilo Kiš foram alguns dos mais proeminentes escritores iugoslavos. Ivo Andrić, autor de "A Ponte sobre o Drina", recebeu o Prêmio Nobel de Literatura em 1961, sendo uma das figuras mais emblemáticas da literatura iugoslava. Seus trabalhos lidam com as questões sociais, culturais e políticas da região balcânica. 
A literatura iugoslava também foi marcada por uma forte tradição oral, com muitos romances, poesias e peças teatrais baseados em mitos e folclores regionais. Ao longo das décadas, os escritores iugoslavos continuaram a explorar temas como identidade, conflito, e os efeitos da guerra e da opressão política. 

## Música
A música iugoslava era extremamente eclética, refletindo as várias etnias do país. Estilos tradicionais como turca, romanesca e balcânica eram comuns, mas o país também teve uma cena musical vibrante no campo da música clássica, rock e pop. Goran Bregović, um dos músicos mais conhecidos da região, é famoso por seu trabalho com a banda Bijelo Dugme e suas colaborações com filmes de Emir Kusturica. 
Durante o período socialista, o governo iugoslavo promoveu o desenvolvimento de uma música popular baseada em ideais socialistas, enquanto a música tradicional de diferentes grupos étnicos foi incentivada como forma de promover a unidade entre as diversas populações do país. Por outro lado, o rock e o pop se tornaram populares na década de 1980, especialmente nas grandes cidades como Belgrado e Zagreb. 

## Cinema
O cinema da Iugoslávia teve um grande impacto internacional, com cineastas como Emir Kusturica e Želimir Žilnik ganhando destaque. Kusturica, por exemplo, ganhou a Palma de Ouro no Festival de Cinema de Cannes por seu filme "Underground" (1995), que explora a história recente dos Bálcãs com uma mistura de comédia, drama e surrealismo. O cinema iugoslavo abordou frequentemente questões de identidade nacional, conflitos étnicos e a experiência da guerra. 
O cinema da Iugoslávia foi uma ferramenta importante para lidar com as questões políticas e sociais do país, ao mesmo tempo que se engajava em um diálogo com tendências cinematográficas mais amplas da Europa Oriental. 

## Culinária
A culinária da Iugoslávia é tão variada quanto sua cultura, refletindo as influências de diferentes grupos étnicos e países vizinhos, incluindo a Itália, o Império Otomano e a Áustria. Pratos típicos incluem čevapčiči (um tipo de carne moída grelhada), burek (uma massa recheada com carne ou queijo), sarma (folhas de repolho recheadas) e ajvar (um molho feito de pimentões assados). A comida iugoslava também era fortemente influenciada pela tradição mediterrânea, especialmente nas áreas costeiras da Croácia e Montenegro. 

## Arquitetura
A arquitetura iugoslava foi uma mistura de estilos históricos, modernos e contemporâneos. A arquitetura socialista foi caracterizada por grandes blocos de apartamentos e edifícios públicos, enquanto as cidades também possuíam uma rica herança arquitetônica do período otomano e austro-húngaro. Belgrado, a capital da Sérvia, por exemplo, apresenta uma mistura de estilos arquitetônicos, incluindo art déco e modernismo, além de influências bizantinas e otomanas. 
O período após a Segunda Guerra Mundial também trouxe uma ênfase no modernismo, com grandes projetos de construção urbana e a implementação de infraestruturas que visavam criar um senso de unidade nacional. 

## Religião
A Iugoslávia era uma nação multiétnica com uma grande diversidade religiosa. O cristianismo ortodoxo era a religião predominante na Sérvia, enquanto o catolicismo romano era predominante na Croácia e na Eslovênia. Além disso, o islamismo tinha uma forte presença, especialmente na Bósnia e Herzegovina. Durante o período socialista, o estado iugoslavo era oficialmente ateu, e houve uma tentativa de secularizar a sociedade. No entanto, as religiões tradicionais continuaram a desempenhar um papel importante nas comunidades locais, e o período pós-divisão do país após 1992 trouxe à tona tensões interétnicas e religiosas que marcaram a história recente dos Bálcãs. 

## Legado
A cultura da Iugoslávia foi uma fusão complexa de diferentes tradições étnicas, linguísticas e religiosas. Mesmo com a dissolução do país em 1992, suas influências continuam a ser sentidas nos países que surgiram em seu lugar. A arte, a literatura, a música e o cinema iugoslavos são testamentos duradouros de uma sociedade que, apesar das tensões internas e políticas, conseguiu produzir uma cultura vibrante e única, que ainda hoje inspira e ressoa ao redor do mundo.